# Deemster

Stemma dell'Isola di Mann

Un deemster (dall'antico inglese deman, "giudizio") è un giudice dell'Isola di Man. 
L'Alta corte dell'Isola di Man è presieduta da un deemster o da un giudice d'appello. 
Parte della responsabilità dei deemster è quella di promulgare le leggi durante il Tynwald Day leggendole alla folla, sia in inglese che in mannese, la lingua locale. 
Prima del 1980, i deemster facevano parte del Consiglio legislativo dell'Arcipelago.
Ci sono solo tre deemster o giudici a tempo pieno sull'Isola di Mann:
- Il primo deemster (First Deemster e Clerk of the Rolls), che è anche Vice luogotenente governatore,
- Il secondo deemster (Secondo Deemster),
- Il vice deemster (Vice Deemster).

Il primo deemster, il secondo deemster e il giudice d'appello sono nominati dal monarca (che agisce su consiglio del Segretario di Stato per la giustizia del Regno Unito). Quando la carica di luogotenente governatore dell'Isola di Man è vacante, il primo deemster ricoprirà temporaneamente tale carica.
A partire dal novembre 2010, il primo deemster dell'Isola di Man è David Doyle

## Elenco dei primi deemster dell'Isola di Man
| Primo deemster           | Inizio           | Fine           |
| ------------------------ | ---------------- | -------------- |
| Daniel Lace              | 1765             | 1812           |
| John Crellin             | 1812             | 1816           |
| Norris Moore             | 1816             | 1819           |
| Thomas Gawne             | 1819             | 1823           |
| John Christian           | 1823             | 1847           |
| William Drinkwater       | 1855             | 1898           |
| James Gell               | 1898             | 1900           |
| Thomas Kneen             | 1900             | 1905           |
| Stevenson Stewart Moore  | 1905             | 1921           |
| Charles Callow           | 1921             | 1934           |
| Reginald Douglas Farrant | 1934             | 1947           |
| Percy Cowley             | 1947             | 1958           |
| Sydney James Kneale      | 1958             | 1969           |
| George Edgar Moore       | 1969             | 1974           |
| Robert Kinley Eason      | 1974             | 1980           |
| Arthur Luft              | 1980             | 1988           |
| John Corrin              | 5 gennaio 1988   | 9 gennaio 1998 |
| William Cain             | 9 gennaio 1998   | 2003           |
| Michael Kerruish         | 2003             | 14 luglio 2010 |
| David Doyle              | 16 novembre 2010 | in carica      |